# Tiotropium
A tiotropium akirális, kvaterner ammóniumvegyület, hosszú hatástartamú, szelektív muszkarin-receptor antagonista – a klinikai terminológia szerint antikolinerg hatású gyógyszer. Gyógyászatban a brómsóját használják. Vízben kevéssé oldódik, ezért száraz porként, belélegeztetéssel kell a szervezetbe juttatni. Az inhalációs kezelés során alkalmazott dózis nagyobb része a tápcsatornába kerül és csak kisebb hányada jut el a célszervbe, vagyis a tüdőbe.

## Hatásmechanizmus
A hörgőfali simaizomzatban található muszkarin receptorokhoz kötődve gátolja a paraszimpatikus idegvégződésekből felszabaduló acetilkolin kolinerg (bronchoconstrictiv) hatását. Hasonló affinitással kötődik a légutakban található M1-M5 muszkarin-receptorokhoz, és az M3-receptorok kompetitív és reverzíbilis gátlásával a hörgőfali simaizomzat ellazulását eredményezi.
A hatás erőssége arányos az alkalmazott dózis nagyságával és időtartama meghaladta a 24 órát.
A hosszú hatástartam oka minden bizonnyal az, hogy rendkívül lassan disszociál az M3-receptorokról, ezért disszociációs felezési ideje számottevően hosszabb az ipratropiuménál. Lévén N-kvaterner vegyület, az inhalációban antikolinerg hatása csak lokálisan érvényesül (szelektíven, a hörgőrendszerben); terápiás tartománya elegendően széles és csak nagyobb adagban fejthet ki szisztémás antikolinerg hatást.
A jelentkező hörgőtágulat elsősorban a lokális (légúti) és nem a szisztémás hatás következménye.
Az M2-receptorokról hamarabb disszociál, mint az M3-receptorokról. Az in vitro funkcionális vizsgálatok eredményei alapján (reakciókinetikai törvényszerűségek által meghatározott) a receptorok M3-altípusához szelektívebben kötődik, mint az M2-altípushoz. Számottevő hatáserőssége és receptorokról történő disszociációjának lassúsága folytán jelentős mértékű és hosszan tartó hörgőtágító hatást fejt ki COPD-ban szenvedő betegekben.

## Mellékhatások
Káros főként antimuszkarinos mellékhatások: szájszárazság és/vagy a torok-irritáció. Ritkán (a kezelések <0,1%-ában) vizelet-visszatartással, székrekedéssel, akut zárt zugú glaukómával, szívdobogással, és/vagy allergiával (bőrkiütés, angioödéma, az anafilaxia) társul. Egy, az American Medical Association folyóiratában megjelent, több mint 15 000 betegre kiterjedő felmérés szerint a tiotropium és a csoportjába tartozó ipratropium fokozza a szívroham, a stroke és szív-érrendszeri halál kockázatát.

## Készítmények
SPIRIVA

## Fordítás
- Ez a szócikk részben vagy egészben  a   Tiotropium című angol Wikipédia-szócikk fordításán alapul.  Az eredeti cikk szerkesztőit annak laptörténete sorolja fel. Ez a jelzés csupán a megfogalmazás eredetét és a szerzői jogokat jelzi, nem szolgál a cikkben szereplő információk forrásmegjelöléseként.